# Вижье, Жан-Пьер (разведчик)
Жан-Пьер Вижье (16 января 1920, Париж — 4 мая 2004) — физик, агент советской разведки, с 1967 года генеральный секретарь Международного трибунала над военными преступниками.

## Биография
Родился в Париже 16 января 1910 года (по другим данным 1920 году). Его отец Генри Вижье был делегатом Лиги Наций и представителем МБТ.
В конце 1930 и начале 1940-х годов Жан-Пьер Вижье жил в Швейцарии, где поддерживал контакты с Шандором Радо, был информатором руководимой им резидентуры. В группу Шандора Радо он был завербован своей будущей женой Тамарой Каспари, которая являлась дочерью от первого брака Рашель Дюбендорфер (Сисси). Рашель Дюбердорфер прятала донесения в волосы дочери, которая доставляла их агентам.
Вижье снабжал Сисси важной информацией о голлистских кругах. Жан-Пьер Вижье защитил докторскую диссертацию при Лозаннском университете и служил во французской армии во время 2-й мировой войны в чине капитана под командованием генерала де Латтр де Тассиньи.
После окончания Второй мировой войны Жан-Пьер и Тамара продолжали работать на советскую разведку. Затем Тамара потребовала, чтобы он отказался работать на Москву, и вообще вместе с ней осудил правительство Москвы. Но Жан-Пьер остался убежденным коммунистом и отказался последовать её примеру, и Тамара развелась с ним.
В 1947 году стал начальником отдела кадров в Комиссии по атомной энергии Франции, возглавляемой французским физиком Фредериком Жолио-Кюри.
1 марта 1949 года Жан-Пьер был арестован французской полицией, поскольку у него нашли секретные документы Комиссии по атомной энергии. Суда над ним не было, его просто понизили в должности.
В 1967 году Вижье был назначен генеральным секретарем Международного трибунала над военными преступниками, созданного по инициативе Бертрана Рассела. Он отправился в Ханой в качестве руководителя группы по изучению и сбору доказательств преступлений американской военщины против вьетнамского мирного населения. Во время пресс-конференции в Ханое Вижье осуждал американские бомбардировки Хайфона как геноцид гражданского населения страны.
27 мая 1968 года исключён из французской компартии.
Скончался Жан-Пьер Вижье во вторник 4 мая 2004 года.